# هنري ستيوارت (ممثل)
هنري ستيوارت (بالإنجليزية: Henry Stuart)‏ هو كاتب سيناريو ومخرج وممثل سويسرا وبريطاني (وحمل سابقاً جنسية المملكة المتحدة لبريطانيا العظمى وأيرلندا)، ولد في 1 فبراير 1885 في مصر، وتوفي في 1942.

## وصلات خارجية
- هنري ستيوارت على موقع IMDb (الإنجليزية)
- هنري ستيوارت على موقع قاعدة بيانات الأفلام السويدية (السويدية)
- هنري ستيوارت على موقع قاعدة بيانات الفيلم (الإنجليزية)
- هنري ستيوارت على موقع كينوبويسك (الروسية)